# Dolnorýnsko-vestfálský kraj

Mapa Dolnorýnsko-vestfálského kraje

Dolnorýnsko-vestfálský kraj nebo jen Vestfálský kraj, (německy Niederrheinisch-Westfälischer Reichskreis, latinsky Circulus Westphalicus sive Germaniae Inferioris, anglicky Lower Rhenish and Westphalian circle) byl jedním z deseti krajů Svaté říše římské. Existoval v letech 1500–1806, tedy po celou dobu existence krajského zřízení v říši, ovšem po míru v Lunéville ztratil kraj většinu svého území. Kraj zaujímal oblast severozápadního Německa a od reformace platil za kraj konfesionálně smíšený.

## Členové kraje
Některé stavy jsou uváděny duplicitně či triplicitně podle toho, jak se v průběhu let měnilo jejich pořadí. Léna krajských stavů odstoupená říší Francii po míru v Lunéville r. 1801 jsou označena kurzívou
Vysvětlivky: K - členské panství s knížecím statusem; V - člen, kterému náležel virilní hlas v knížecí radě říšského sněmu

### Lavice knížat
- Biskupství Cambrai K, V (od r. 1559 arcibiskupství, r. 1679 pohlceno Francií)
- Lutyšské biskupství K, V
- Mindenské biskupství K, V (r. 1648 sekularizováno a připadlo Braniborsku)
- Münsterské biskupství K, V
- Osnabrücké biskupství K, V
- Paderbornské biskupství K, V
- Utrechtské biskupství K, V (členem jen krátce, již roku 1528 připojeno k Habsburskému Nizozemí)
- Corveyské biskupství K, V (biskupstvím od r. 1783, předtím zasedalo mezi kláštery za Stavelotem)
- Verdenské biskupství K, V (roku 1648 sekularizováno a připadlo Švédsku)
- Spojená benediktinská opatství Stavelot a Malmédy K, V (od r. 1576)
- Benediktinské opatství Corvey K, V (v l. 1582-1783, pak povýšeno na biskupství)
- Spojená vévodství Jülich a Berg K, V (do roku 1609 v personální unii s Klévskem, dále součást Vévodství Falc-Neuburg)
- Klévské vévodství K, V (do roku 1609 v personální unii s Jülišskem a Bergem, poté součást Braniborska)
- Geldernské vévodství K, V (od roku 1548 bylo součástí Burgundského kraje)
- Mindenské knížectví K, V (jako sekulární knížectví členem od r. 1648, patřilo Braniborsku)
- Verdenské knížectví K, V (jako sekulární knížectví členem od r. 1648, do r. 1720 patřilo Švédsku, do r. 1731 Dánsku a dále Hannoversku)
- Nasavsko-dillenburské hrabství V (mezi knížaty od roku 1664)
- Východofríské hrabství V (mezi knížaty od roku 1667)
- Knížectví Moers K, V (mezi knížaty od r. 1707, součást Pruska)
- Hrabství Wied (pod vládou rodu Wiedů)
  -  Dolní hrabství Wied (Wied-Neuwied) V (do r. 1784 mezi hrabaty)
  -  Horní Hrabství Wied V (do r. 1791 mezi hrabaty)

### Lavice prelátů
- Benediktinské opatství Corvey K, V (do r. 1582, pak mezi knížaty)
- Opatství benediktinek Kornelimünster K
- Spojená benediktinská opatství Stavelot a Malmédy K, V (do r. 1576, pak mezi knížaty)
- Opatství benediktinů ve Werdenu K
- Konvent světských kanovnic v Essenu K
- Konvent světských kanovnic v Herfordu K
- Konvent světských kanovnic v Thornu K
- Benediktinské opatství v Echternachu

### Lavice hrabat a pánů

#### Původní hrabství a panství
- Hrabství Bentheim
- Hrabství Manderscheid (roku 1546 mediatizováno habsburským Lucemburskem)
- Hrabství Bronckhorst (držel místní rod pánů/hrabat, ten r. 1719 vymřel a členství hrabství v kraji bylo zrušeno)
- Panství Diepholz (od r. 1530 hrabství, od r. 1585 součást Brunšvicko-lüneburského vévodství)
- Hrabství Hoya (od r. 1582 součást Brunšvicko-lüneburského vévodství)
- Panství Lippe (od r. 1529 hrabství)
- Hrabství Moers (od r. 1541 personální unie s Klévskem, od r. 1600 v držení nizozemských místodržících z rodu Oranžských, od r. 1707 mezi knížaty a součást Pruska)
- Nasavsko-dillenburské hrabství (od r. 1664 mezi knížaty)
- Hrabství Oldenburg a Delmenhorst (od r. 1774 vévodství)
- Hrabství Východní Frísko (od r. 1667 mezi knížaty)
- Hrabství Wied (v držbě rodu Wiedů)
  -  Dolní hrabství Wied (Wied-Neuwied) (od r. 1784 mezi knížaty)
  -  Horní Hrabství Wied (od r. 1791 mezi knížaty)
- Hrabství Pyrmont
- Hrabství Rietberg (hrabaty byli fríští náčelníci z rodu Omken, od r. 1581 sekundogenitura hrabat Cirksenů, r. 1699 sňatkem přešlo na hrabata/knížata z Kounic)
- Panství Reichenstein (léno Wiedů, od r. 1698 plně bezprostřední a předáno pánům/hrabatům Nesselrode)
- Panství Reifferscheid
- Hrabství Sayn (od r. 1636 po vymření místního rodu rozděleno)
  - Hrabství Sayn-Hachenburg
  - Hrabství Sayn-Altenkirchen
- Hrabství Schaumburg (roku 1640 rozděleno včetně hlasu)
  - Hrabství Schaumburg-Lippe
  - Hesenské Schaumbursko (součást Hesenska-Kasselska)
- Hrabství Spiegelberg
- Hrabství Steinfurt (v držbě rodu Bentheimů)
- Hrabství Tecklenburg (držela hrabata ze Schwerinu, od r. 1557 hrabata z Bentheimu, od r. 1696 hrabata ze Solmsu, od r. 1707 součást Pruska)
- Panství/Hrabství Winnenburg a Beilstein (původně léno trevírského kurfiřtství, propůjčené hrabatům von Winneneburg und Beilstein, r. 1652 uděleno v léno Metternichům, r. 1679 povýšeno na hrabství a konec lenní závislosti na Trevíru)

#### Hrabství a panství přistoupivší do r. 1792
Mnohá panství a hrabství přistoupivší po založení kraje, dosáhla říšské bezprostřednosti až v 17. nebo 18. století, což zpozdilo jejich přijetí mezi krajské stavy.
- Panství Anholt (patřilo pánům/hrabatům van Bronckhorst-Battenburg, od r. 1649 knížatům ze Salmu)
- Spojená hrabství Blanckenheim a Geroldstein (v držbě hrabat z Manderscheidu, r. 1780 přešlo sňatkem na Šternberky)
- Panství Gemen (Gehmen) (bezprostřední od r. 1700, v držbě hrabat Limburg-Styrum, od r. 1801 svobodných pánů Boyneburg-Bömelberg)
- Panství Gimborn a Neustadt (mezi krajskými stavy od r. 1682, patřilo Schwarzenbergům a od r. 1782 hrabatům von Wallmoden)
- Hrabství Gronsveld (hrabstvím od r. 1586, v držbě hrabat van Bronckhorst, od r. 1719 hrabat von Toerring-Jettenbach)
- Hrabství Hallermund (nebylo bezprostřední, pod vládou Hannoverska, hlas na krajském sněmu měl od r. 1709 hrabě Platen)
- Hrabství Holzappel (též Holzapfel, v kraji od r. 1643, patřilo císařskému polnímu maršálkovi Petru Melanderovi von Holzappel, od r. 1653 Nasavským, od r. 1676 anhaltským Askáncům)
- Hrabství Kerpen a Lommersum (bezprostřední od r. 1786, v držbě hrabat Schaesbergů)
- Panství Myllendonk (bezprostřední od r. 1700, v držení hrabat Osteinů)
- Panství Rekem (Reckheim) (přistoupilo se získáním bezprostřednosti r. 1620, od r. 1623 hrabstvím)
- Hrabství Schleiden (v držbě hrabat van der Mark)
- Panství Wickrath (v držbě rytířů/pánů/hrabat z Quadu)
- Hrabství Wittem (bezprostřední od r. 1689, v držbě pánů/hrabat Plettenbergů)
- Hrabství Lingen (panství nizozemských místodržících, princů oranžských, od r. 1702 součást Pruska)
- Hrabství Ravensberg (od r. 1614 součást Braniborska-Pruska)
- Hrabství Hoorn (od r. 1614, patřilo lutyšským biskupům)

### Lavice krajských měst
- Cáchy
- Cambrai (od r. 1679, tj. od Nijmegenského míru součást Francie a konec příslušnosti ke kraji)
- Dortmund
- Kolín
- Duisburg
- Herford
- Verden
- Brakel
- Düren
- Lemgo
- Soest
- Warburg
- Wesel